# Bonellia flammea
Bonellia flammea är en viveväxtart som först beskrevs av Charles Frederick Millspaugh och Carl Christian Mez, och fick sitt nu gällande namn av B. Ståhl, Källersjö. Bonellia flammea ingår i släktet Bonellia och familjen viveväxter. Inga underarter finns listade i Catalogue of Life.